# NGC 3849
NGC 3849 est une galaxie elliptique relativement éloignée et située dans la constellation de la Vierge. NGC 3849 a été découverte par l'astronome américain David Peck Todd en 1878. Cette galaxie a aussi été observée par l'astronome français Stéphane Javelle le 22 mars 1893 et elle a été inscrite à l'Index Catalogue sous la cote IC 730.

## Caractéristiques
Sa vitesse par rapport au fond diffus cosmologique est de 6 396 ± 25 km/s, ce qui correspond à une distance de Hubble de 94,3 ± 6,6 Mpc (∼308 millions d'al).

### Radiogalaxie
Selon la base de données Simbad, NGC 3849 est une radiogalaxie.